# Даичи Камада
Даичи Камада (јап. 鎌田 大地; 5. август 1996) јапански је професионални фудбалер који тренутно игра за Кристал палас.

## Репрезентација
За репрезентацију Јапана дебитовао је 2019. године. За национални тим одиграо је 40 утакмица и постигао 9 голова.

## Статистика
| Јапан  | Јапан | Јапан |
| Год.   | Ута.  | Гол.  |
| ------ | ----- | ----- |
| 2019   | 4     | 1     |
| 2020   | 4     | 0     |
| 2021   | 8     | 3     |
| 2022   | 10    | 2     |
| 2023   | 5     | 1     |
| 2024   | 7     | 1     |
| 2025   | 2     | 1     |
| Укупно | 40    | 9     |

## Успеси
Ајнтрахт Франкфурт
- Куп Немачке: 2017/18.
- УЕФА Лига Европе: 2021/22.

Кристал палас
- ФА куп: 2024/25.
- ФА Комјунити шилд: 2025.